# Estação Ferroviária de Entrecampos Poente

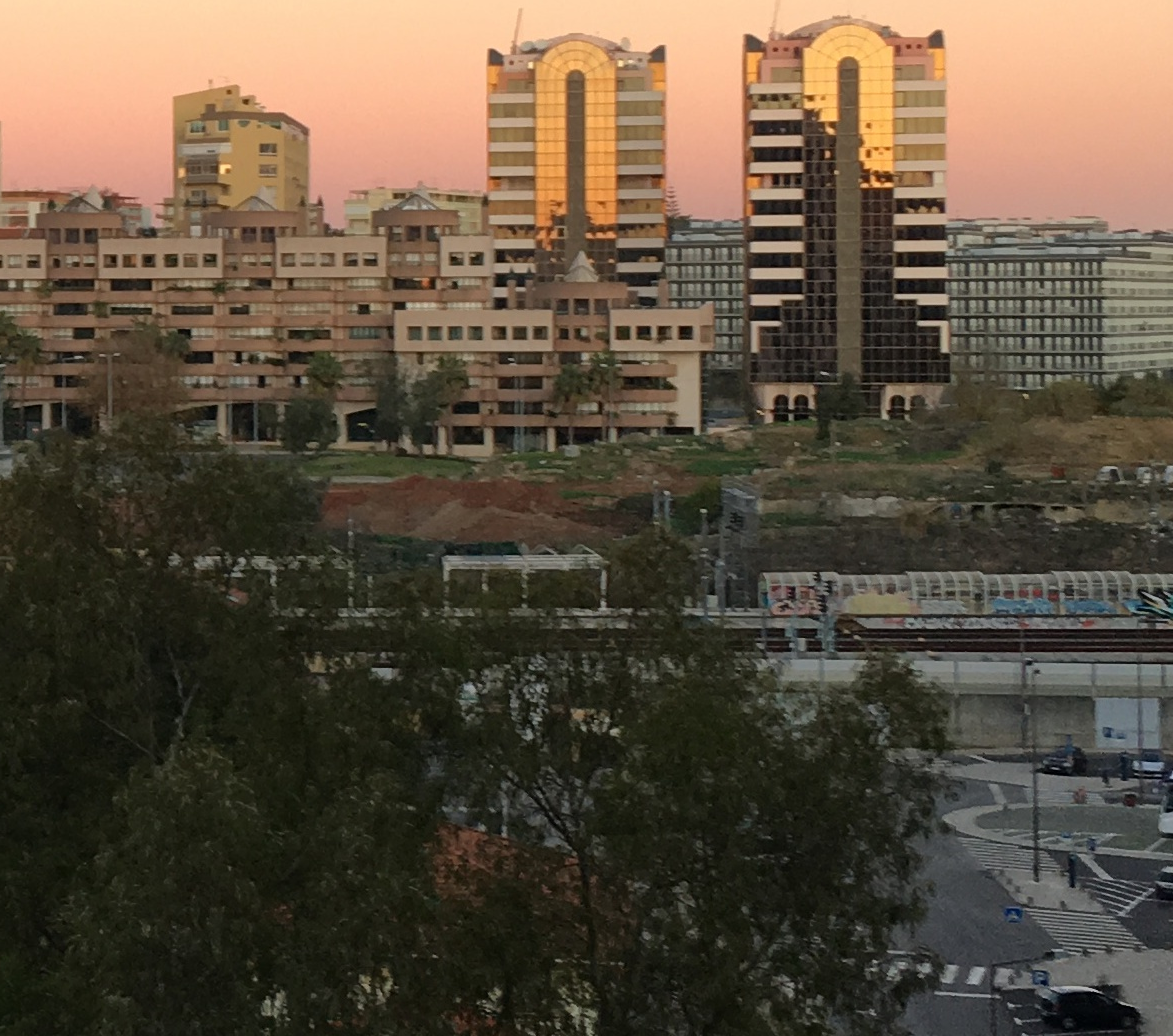
Vista remota da ex-estação Entrecampos-Poente em 2017.

A Estação Ferroviária de Entrecampos-Poente é uma interface da Linha de Cintura, que se situa na cidade de Lisboa, em Portugal. É um prolongamento para Oeste (daí o nome) da Estação de Entrecampos e partilha com esta estação os acessos, equipamentos de apoio e bilhética, sinalização, pessoal, e manobras ferroviárias.

## História
Esta interface encontra-se no troço original da Linha de Cintura, entre as Estações de Benfica e Santa Apolónia, que entrou ao serviço em 20 de Maio de 1888, pela Companhia Real dos Caminhos de Ferro Portugueses.

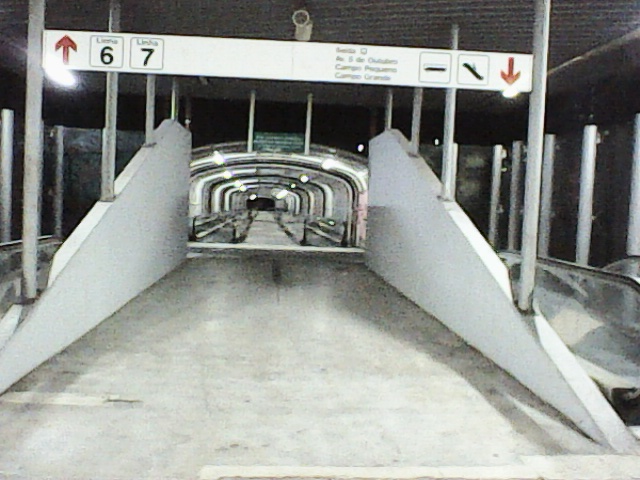
Passadeira de acesso de Entrecampos a Entrecampos Poente, 2020.

Esta estação foi criada no final do séc. XX para substituir, do lado norte da Linha de Cintura, o efémero terminal da Cinco de Outubro, cujo curto ramal entroncava a sul na Linha de Cintura e servia de terminal a circulações da Linha de Sintra. Entrecampos Poente herdou então este papel (comboios oriundos do Cacém, mais tarde Meleças).[carece de fontes?]
Posteriormente, passou também a ser o terminal de alguns comboios da Linha do Oeste, que anteriormente serviam a Estação do Rossio.[carece de fontes?]
Actualmente a estação encontra-se sem serviço comercial próprio, depois da CP ter estendido os comboios suburbanos da Linha de Sintra a Roma-Areeiro (e posteriormente ao Oriente) e os comboios regionais da Linha do Oeste a Santa Apolónia. As suas plataformas têm uso esporádico, estando sinalizadas como n.º 6 e n.º 7 da contígua estação de Entrecampos.[carece de fontes?]